# Erwin Reisch
Erwin Martin Reisch (* 10. November 1924 in Wielatsried, Gemeinde Fronhofen bei Ravensburg; † 28. November 2018 in Stuttgart) war ein deutscher Agrarökonom, Hochschullehrer und Präsident der Universität Hohenheim. Er war langjähriger Berater von Regierungen und Wissenschaftsorganisationen in Afrika, Südamerika und Asien.

## Leben und Wirken
Reisch wuchs auf einem Bauernhof in Oberschwaben auf, absolvierte das Gymnasium, wurde im Sommer 1942 zur Wehrmacht eingezogen, vertiefte in amerikanischer Gefangenschaft seine landwirtschaftlichen Kenntnisse und die der englischen Sprache. Nach seiner Entlassung arbeitete er in landwirtschaftlichen Betrieben Süddeutschlands und begann sein Landwirtschaftsstudium 1947 an der damaligen Landwirtschaftlichen Hochschule Hohenheim. Im Hohenheimer Institut für Wirtschaftslehre des Landbaus legte Reisch 1952 seine Dissertation vor, betätigte sich dann kurzzeitig in der Landwirtschaftsverwaltung und Beratung, ehe er Ende 1953 als wissenschaftlicher Assistent an das Institut für Wirtschaftslehre der Hochschule Hohenheim zurückkehrte und die Leitung der landwirtschaftlichen Versuchsbetriebe übernahm.
1960 ging Reisch für acht Monate in die USA, um die modernen Betriebsplanungsmethoden zu studieren. Er entwickelte sie für europäische Verhältnisse weiter und habilitierte sich 1962 in Hohenheim mit der Arbeit Die lineare Programmierung in der landwirtschaftlichen Betriebswirtschaft. In den USA verfasste er gemeinsam mit Kehrberg das Buch Wirtschaftslehre der landwirtschaftlicher Produktion, das 1964 in deutscher und später auch in tschechischer Sprache erschien.
Nach einer Gastdozentur an der Universität Göttingen im Jahre 1962 wurde Reisch im April 1963 als Professor für Angewandte landwirtschaftliche Betriebslehre an die Landwirtschaftliche Fakultät der TU München-Weihenstephan berufen. Bereits im Frühjahr 1964 wechselte er in gleicher Eigenschaft nach Hohenheim, wo er zusätzlich noch die Oberleitung der Versuchsbetriebe übertragen bekam. Gemeinsam mit Günther Weinschenck, der den Lehrstuhl für Allgemeine Betriebslehre innehatte, erreichte Reisch, dass die betriebswirtschaftliche Lehre und Forschung eine weltweite Beachtung fand und Studenten und Doktoranden aller Erdteile nach Hohenheim strömten.
Einen Ruf an die Universität Göttingen lehnte Reisch 1969 ab, um sich der Weiterentwicklung der Hohenheimer Hochschule zur Universität widmen zu können. Unter dem Präsidenten George Turner übernahm er 1970/74 das Amt des Vizepräsidenten. Zugleich galt Reischs Hauptinteresse der Umsetzung wissenschaftlicher Erkenntnisse in die Praxis.
Als Mitglied zahlreicher außeruniversitärer Fachgremien, so z. B. von 1973 bis 1992 als Präsident des Kuratoriums für Technik und Bauwesen in der Landwirtschaft KTBL und dann des Hauptverbandes der landw. Buchstellen und Sachverständigen sowie als Vorstandsmitglied der Deutschen Landwirtschafts-Gesellschaft DLG und Schriftleitungsmitglied von Scientia Agriculturae Bohemica der Tschechischen Agraruniversität Prag, besaß Reisch ein weites Wirkungsfeld.
Groß sind auch seine Verdienste in der Beratung von Behörden und Wissenschaftseinrichtungen der Entwicklungsländer in Afrika, Südamerika und Asien. Mehrere Male bereiste Reisch die Volksrepublik China, um sie beim Aufbau des Agrar-Entwicklungszentrums CIAD zu beraten.
Trotz dieser Belastung, die sich mit der Übernahme des Präsidentenamtes der Universität Hohenheim 1986 noch erhöhte, fand er noch Zeit für die wissenschaftliche Publikationstätigkeit. Besonders hervorzuheben aus rund 50 Beiträgen ist das mit Jürgen Zeddies verfasste Lehrbuch Einführung in die landw. Betriebslehre – Spezieller Teil und sein Beitrag Universität Hohenheim – Eine Einrichtung der internationalen Lehre und Forschung in der Festschrift zu ihrem 175-jährigen Jubiläum 1993.
Reisch war seit 1947 Mitglied der katholischen Studentenverbindung K.D.St.V. Carolingia Hohenheim im Cartellverband der katholischen deutschen Studentenverbindungen. Von 1988 bis 1990 war er Vorsitzender der Landesrektorenkonferenz Baden-Württemberg.

## Ehrungen und Auszeichnungen (Auswahl)
- Ehrendoktor der Hochschule für Bodenkultur Wien, 1972
- Ehrendoktor der Humboldt-Universität zu Berlin, der Cukurova-Universität in Adana, Türkei, der Universität Tirana, Albanien und der Agraruniversität Warschau, Polen.
- Ehrenprofessur der Chinesischen Landwirtschaftsuniversität, Peking
- Ehrendekan der Landwirtschaftlich-Gärtnerischen Fakultät der Humboldt-Universität zu Berlin, 1990 (für seinen Einsatz in Berlin während der Zeit der Neuprofilierung der Fakultät nach der politischen Wende)
- Freundschaftspreis (China)
- Ehrenmitglied des Kuratoriums für Technik und Bauwesen in der Landwirtschaft
- Tilo Freiherr von Wilmowsky-Medaille